# Илецкий
Илецкий — посёлок в Кетовском районе Курганской области. Входит в состав Иковского сельсовета.

## География
Расположен на правом берегу реки Ик, в 4 км к северо-востоку от центра сельского поселения села Иковка.

## История
14 мая 2004 года посёлок практически полностью выгорел в результате лесного пожара.

## Население
| 1989 | 2002 | 2010 |
| ---- | ---- | ---- |
| 26   | ↗31  | ↘6   |